# 馮惠
馮惠（1486年—？），字天祐，號幞城，直隸河間府滄州鹽山縣人，竈籍，明朝政治人物。

## 生平
嘉靖七年（1528年）戊子科順天府鄉試第一百十九名舉人。嘉靖八年（1529年）聯捷己丑科會試第一百七十五名，登第三甲第一百八十七名進士。授大理寺评事，歷升工部主事、光禄寺少卿，家居卒。

## 家族
曾祖馮貴；祖父馮翱；父馮昱，曾任知縣。母單氏。